# Вадаліт
Вадаліт (англ. wadalite) — мінерал класу силікатів з групи вадаліту.

## Загальний опис
Хімічна формула: {\displaystyle {Ca}_{6}{Al}_{5}{Si}_{2}O_{16}{Cl}_{3}}.
Сингонія кубічна. Твердість 5,5–6. Густина: 3,06. Колір лимонно-жовтий, сірий. Риса біла. Прозорий, напівпрозорий. Блиск скляний. Спайність досить недосконала. Основні знахідки Коріяма, префектура Фукусіма, область Тохоку, острів Хонсю, Японія. Названий на честь Цунасіро Вада (Tsunashiro Wada) — перший генеральний директор Геологічної служби Японії.